# 南陈集镇
南陈集镇，是中华人民共和国江苏省淮安市淮阴区下辖的一个乡镇级行政单位。

## 行政区划
南陈集镇下辖以下地区：
陈集社区、镇西村、镇北村、合心村、南果林村、乔庄村、梅畅村、渔塘村、高福村、淮丰村、南双庄村、小桥村、蚕桑村、竹园村、学田村、高成村、林圩村、寿塘村、孙庄村、窑厂村、张周村和头堡村。